# 小行星9168
小行星9168（英語：9168 Sarov）是一颗围绕太阳公转的小行星。1987年9月18日，柳德米拉·切爾尼赫在纳昂切尼奇发现了此天体。
这颗小行星的绝对星等为142.9592841998739等。